# Lee Won-geun
Đây là một tên người Triều Tiên, họ là Lý.
Lee Won-geun (Hangul: 이원근, Hanja: 李源根, sinh ngày 27 tháng 6 năm 1991) là một nam diễn viên người Hàn Quốc trực thuộc công ty BH Entertaiment. Anh ra mắt vào năm 2012 với bộ phim cổ trang Mặt trăng ôm mặt trời (2012) và nổi tiếng với vai diễn trong bộ phim Vũ điệu tuổi trẻ (2015).

## Đời tư
Lee thực hiện nghĩa vụ quân sự bắt buộc vào ngày 13 tháng 6 năm 2019 tại Cơ quan Cảnh sát Quốc gia Nghĩa vụ Quân sự Cảnh sát Bắt buộc Sugyeong và xuất ngũ vào ngày 7 tháng 1 năm 2021.

## Danh sách phim

### Phim truyền hình
| Năm  | Tiêu đề                                         | Vai trò               | Kênh                 | Tham khảo |
| ---- | ----------------------------------------------- | --------------------- | -------------------- | --------- |
| 2012 | The Moon That Embraces The Sun                  | Kim Jae-woon lúc nhỏ  | MBC                  | [ 2 ]     |
| 2012 | Phantom                                         | Kwon Do-young         | SBS                  | [ 3 ]     |
| 2013 | Pure Love                                       | Choi Joon-young       | KBS2                 | [ 4 ]     |
| 2013 | Passionate Love                                 | Kang Moo-yeol lúc nhỏ | SBS                  | [ 5 ]     |
| 2014 | Wild Chives and Soy Bean Soup: 12 Years Reunion | Yoon Joon-soo lúc nhỏ | jTBC                 | [ 6 ]     |
| 2014 | Longing for Spring                              | Seo Geun-tae          | Naver TV Cast        | [ 7 ]     |
| 2014 | Drama Festival "The Diary of Heong Yeong-dang"  | Kim Hong-yeon         | MBC                  | [ 8 ]     |
| 2014 | Secret Door                                     | Kim Moon              | SBS                  | [ 9 ]     |
| 2015 | Hyde, Jekyll, Me                                | Lee Eun-chang         | SBS                  | [ 10 ]    |
| 2015 | Cheer Up!                                       | Kim Yeol              | KBS2                 | [ 11 ]    |
| 2016 | The Good Wife                                   | Lee Joon-ho           | tvN                  | [ 12 ]    |
| 2016 | Thumping Spike 2                                | Dong Hae-sung         | Sohu TV              | [ 13 ]    |
| 2017 | Queen of Mystery                                | Hong Joon-oh          | KBS2                 | [ 14 ]    |
| 2017 | A Person You Could Know                         | Kim Jin-Young         | Naver TV Cast / JTBC | [ 15 ]    |
| 2017 | Jugglers                                        | Hwangbo Yul           | KBS2                 | [ 16 ]    |
| 2018 | Drama Special: Too Bright for Romance           | Tiệm bánh hamburger   | KBS2                 | [ 17 ]    |
| 2021 | One The Woman                                   | Ahn Yoo-jun           | SBS                  | [ 18 ]    |

### Phim điện ảnh
| Năm  | Tiêu đề            | Vai trò              | Chú thích |
| ---- | ------------------ | -------------------- | --------- |
| 2012 | Adonis             |                      |           |
| 2016 | The Net            | Oh Jin-woo           | [ 19 ]    |
| 2016 | Broken             | Ji-hoon              | [ 20 ]    |
| 2017 | Misbehavior        | Jae-ha               | [ 21 ]    |
| 2018 | In Between Seasons | Yong-joon            | [ 22 ]    |
| 2018 | Wretches           | Jae-young            | [ 23 ]    |
| 2018 | Auspicious Grave   | King Heonjong        | [ 24 ]    |
| 2019 | Rosebud            | Myung-hwan (lúc trẻ) | [ 25 ]    |
| 2019 | Bring Me Home      | Seung-hyun           | [ 26 ]    |

### Chương trình thực tế
| Năm  | Tiêu đề            | Kênh    | Ghi chú                  | Chú thích |
| ---- | ------------------ | ------- | ------------------------ | --------- |
| 2016 | Celebrity Bromance | MBig TV | Mùa 7 cùng với N (ca sĩ) | [ 27 ]    |

### Video âm nhạc
| Năm  | Ca khúc               | Ca sĩ       |
| ---- | --------------------- | ----------- |
| 2012 | No one other than you | Jang Jae-in |

## Giải thưởng và đề cử
| Năm  | Giải thưởng                             | Hạng mục                                | Tác phẩm    | Kết quả   |
| ---- | --------------------------------------- | --------------------------------------- | ----------- | --------- |
| 2015 | 29th KBS Drama Awards                   | Diễn viên mới xuất sắc                  | Cheer Up!   | Đề cử     |
| 2015 | 29th KBS Drama Awards                   | Giải xuất sắc, diễn viên                | Cheer Up!   | Đề cử     |
| 2015 | 29th KBS Drama Awards                   | Cặp đôi xuất sắc (cùng với Jung Eun-ji) | Cheer Up!   | Đề cử     |
| 2016 | 37th Blue Dragon Film Awards            | Diễn viên mới xuất sắc                  | The Net     | Đề cử     |
| 2017 | 37th Oporto International Film Festival | Diễn viên xuất sắc                      | The Net     | Đoạt giải |
| 2017 | 1st The Seoul Awards                    | Diễn viên mới xuất sắc                  | Misbehavior | Đề cử     |
| 2017 | 26th Buil Film Awards                   | Diễn viên mới xuất sắc                  | Misbehavior | Đề cử     |
| 2017 | 22nd Chunsa Film Awards                 | Diễn viên mới xuất sắc                  | Misbehavior | Đề cử     |